# Parco nazionale del Corcovado (Costa Rica)
Il Parco Nazionale del Corcovado (in spagnolo "Parque Nacional Corcovado") è un parco nazionale della Costa Rica che occupa buona parte della penisola di Osa, nella provincia di Puntarenas. La zona protetta si estende per 42 560 ettari occupando l'angolo sud-occidentale della penisola e protegge otto habitat diversi. Per le sue meraviglie naturali il Corcovado è considerato uno dei più spettacolari tra i parchi nazionali della Costa Rica.

## Istituzione
Il Parco Nazionale del Corcovado è stato istituito il 24 ottobre 1975 e si estende attualmente su 42 560 ettari di superficie terrestre e 3. 54 ettari di superficie marina. Viene considerato una componente molto importante del vasto sistema di parchi nazionali e riserve biologiche della Costa Rica.
È caratterizzato da una sorprendente diversità biologica, che si stima non sia superata da nessun'altra area di dimensioni comparabili. Il National Geographic lo ha definito come "il luogo biologicamente intenso sulla Terra in termini di biodiversità".

## Storia

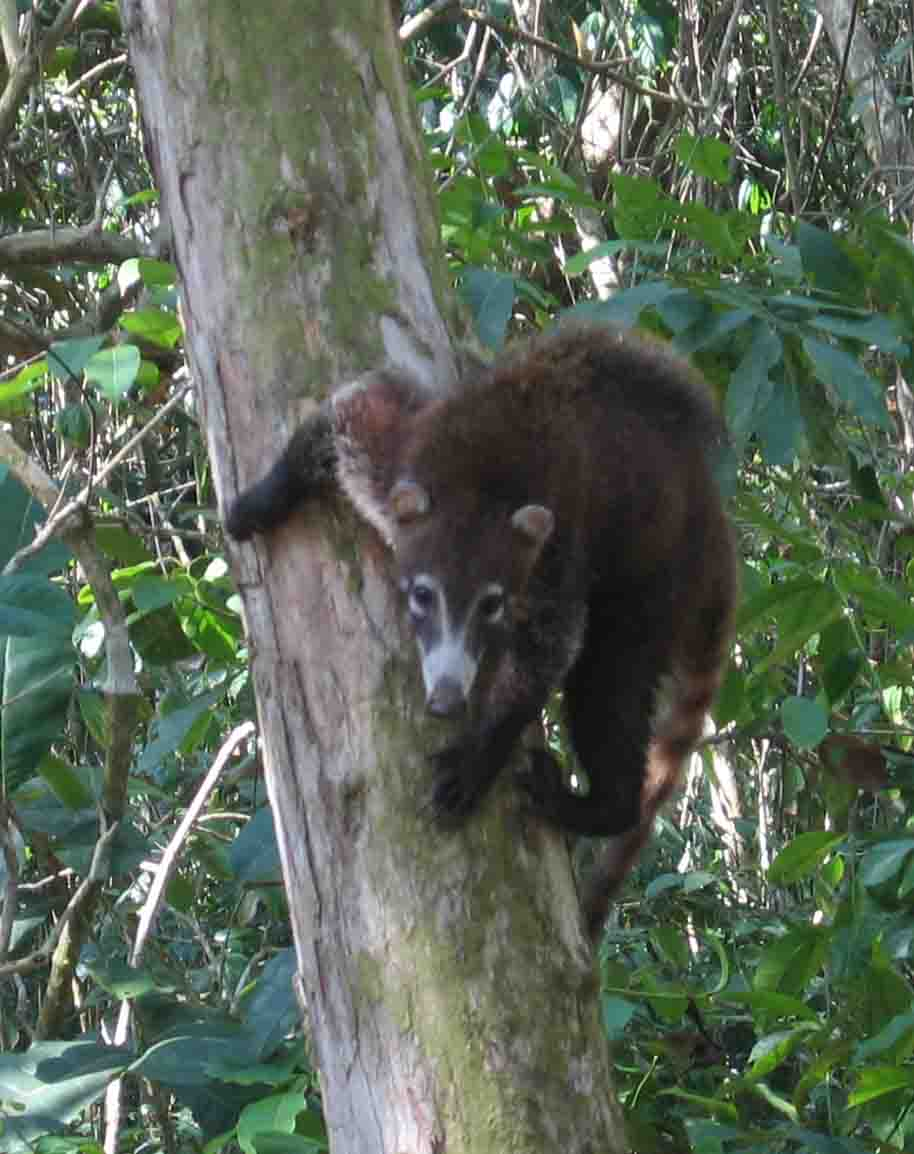
Coati

Grazie al suo isolamento la zona oggi occupata dal parco è rimasta indisturbata fino agli anni sessanta, quando ebbe inizio la deforestazione poi bloccata nel 1975 con l'istituzione, seppur tra molte polemiche, del parco amministrato dal governo. I primi anni rappresentarono una vera e propria sfida, poiché le autorità del parco, con scarse risorse disponibili e poco personale, cercarono di trovare un accordo con i bracconieri, i taglialegna abusivi e i cercatori d'oro, questi ultimi responsabili di un grave processo di erosione nei fiumi e nei torrenti del parco. Nel 1986 molti cercatori d'oro furono espulsi, ma alcuni continuarono a operare clandestinamente e se ne vedono molti al lavoro nella confinante Reserva Forestal Golfo Dulce, dove questa attività non è considerata illegale. Tutt'oggi il bracconaggio rimane un problema serio.

## Ambiente
Secondo il Sistema a zone di vita di Holdridge, la zona di vita su cui si estende il parco è formata nella parte bassa da una foresta pluviale tropicale estremamente umida, ultimo vasto tratto di foresta vergine rimasto sulla costa del Pacifico dell'America centrale, mentre la parte più alta da un differente ecosistema di foresta tropicale, unico esempio in tutta il Pacifico Mesoamericano. Entrambi i sistemi si caratterizzano per un alto livello di precipitazioni che va da 1 800 a 4 000 mm all'anno per la parte alta, e da 4 000 a oltre 6 000 per la zona bassa molto più umida.
Questa situazione, unita alla temperatura media giornaliera di 27 °C, ma che raggiunge i 35 °C duranti il giorno, ha dato luogo a una grande varietà di habitat terrestri e acquatici, sia di acqua dolce sia di acqua marina, che a loro volta consentono l'esistenza di una grande diversità di specie biologiche.

## Fauna e flora

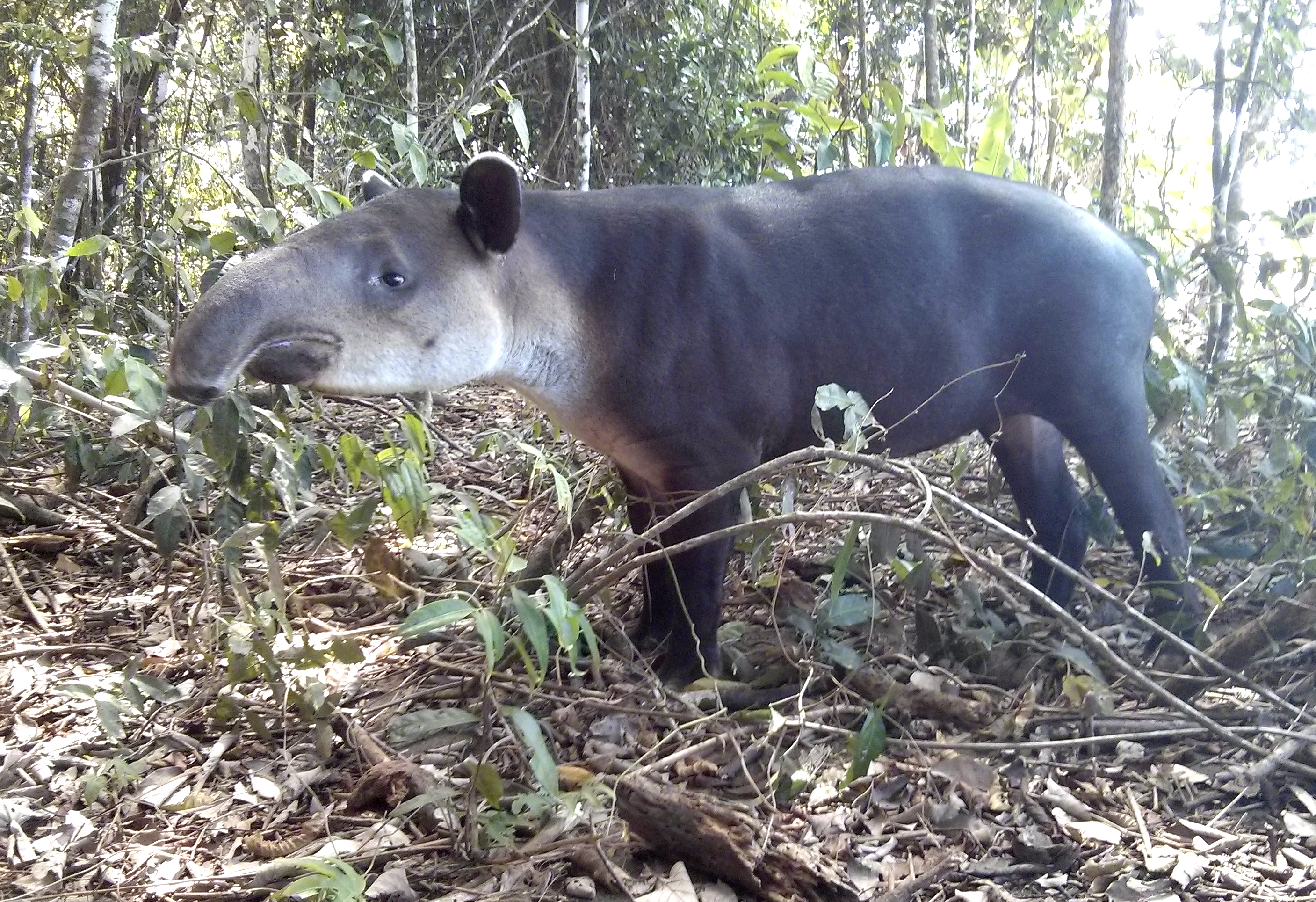
Tapiro

La foresta pluviale ospita la più vasta popolazione di are scarlatte della Costa Rica, oltre 500 specie di alberi e innumerevoli specie di animali, tra cui giaguari, coati, tucani e serpenti. La sua notevole biodiversità ha sempre attirato l'attenzione degli ecologi tropicali e di una schiera devota di visitatori che arrivano dalla Baia Drake e da Puerto Jiménez per ammirare il paesaggio.
In generale la fauna del parco è varia e prolifica. Oltre a essere la dimora dell'ara scarlatta (lapa in spagnolo), il parco protegge molte altre specie della foresta pluviale, importanti o in pericolo: tapiri, cinque specie di felini endemici, coccodrilli, gufi dagli occhiali, pecari, formichieri giganti, scimmie e bradipi. La rara aquila arpia, quasi estinta in Costa Rica, forse nidifica ancora nelle zone più remote del Corcovado, dove sono state avvistate quasi 400 specie ornitologiche e 140 specie di mammiferi. Tuttavia è giusto sapere che è molto difficile avvistare questi animali, o perché sono timidi e si nascondono, oppure perché sono notturni.